# Cubo magico 5x5x5
Il cubo magico 5x5x5 (o cubo magico perfetto) è stato scoperto nel novembre 2003 dal matematico tedesco Walter Trump, e dall'informatico francese Christian Boyer. Trump e Boyer hanno impostato un particolare algoritmo matematico su 5 computer funzionanti in parallelo, elaborando questi calcoli per parecchie settimane. Il cubo magico perfetto è stato un tormento plurisecolare dei matematici, che erano arrivati a dubitare della sua esistenza. Nel cubo magico 5x5x5, i 53 numeri da 1 a 125 danno sempre 315 come costante magica su una qualsiasi delle linee, righe, colonne o diagonali, del cubo.

## Definizione
Un cubo magico perfetto è un cubo magico in cui la costante magica può essere trovata come somma dei numeri sia di ogni riga, colonna e delle quattro diagonali maggiori, sia di ogni altra diagonale interna del cubo.
La formula che consente di trovare la somma costante su righe, colonne e diagonali, nelle tre dimensioni, di un cubo magico di ordine {\displaystyle n} è
{\displaystyle M_{3}(n)={\frac {n(n^{3}+1)}{2}}.}
Nel settembre del 2003, Trump aveva già trovato il primo cubo magico 6x6x6, con 651 come costante magica.

### I cinque strati del cubo magico 5x5x5
| 1° strato |  | 2° strato |
| --- |  | --- |
| {\displaystyle {\begin{bmatrix}25&16&80&104&90\\115&98&4&1&97\\42&111&85&2&75\\66&72&27&102&48\\67&18&119&106&5\\\end{bmatrix}}}     |  | {\displaystyle {\begin{bmatrix}91&77&71&6&70\\52&64&117&69&13\\30&118&21&123&23\\26&39&92&44&114\\116&17&14&73&95\\\end{bmatrix}}} |
| 3° strato |  | 4° strato |
| {\displaystyle {\begin{bmatrix}47&61&45&76&86\\107&43&38&33&94\\89&68&(63)&58&37\\32&93&88&83&19\\40&50&81&65&79\\\end{bmatrix}}}    |  | {\displaystyle {\begin{bmatrix}31&53&112&109&10\\12&82&34&87&100\\103&3&105&8&96\\113&57&9&62&74\\56&120&55&49&35\\\end{bmatrix}}} |
| 5° strato |  | |
| {\displaystyle {\begin{bmatrix}121&108&7&20&59\\29&28&122&125&11\\51&15&41&124&84\\78&54&99&24&60\\36&110&46&22&101\\\end{bmatrix}}} |  | |